# Synthemis eustalacta
Synthemis eustalacta là loài chuồn chuồn trong họ Synthemistidae. Loài này được Burmeister mô tả khoa học đầu tiên năm 1839.